# Exoribatula longior
Exoribatula longior är en kvalsterart som först beskrevs av Hammer 1958.  Exoribatula longior ingår i släktet Exoribatula och familjen Hemileiidae. Inga underarter finns listade i Catalogue of Life.